# Howard Thurston

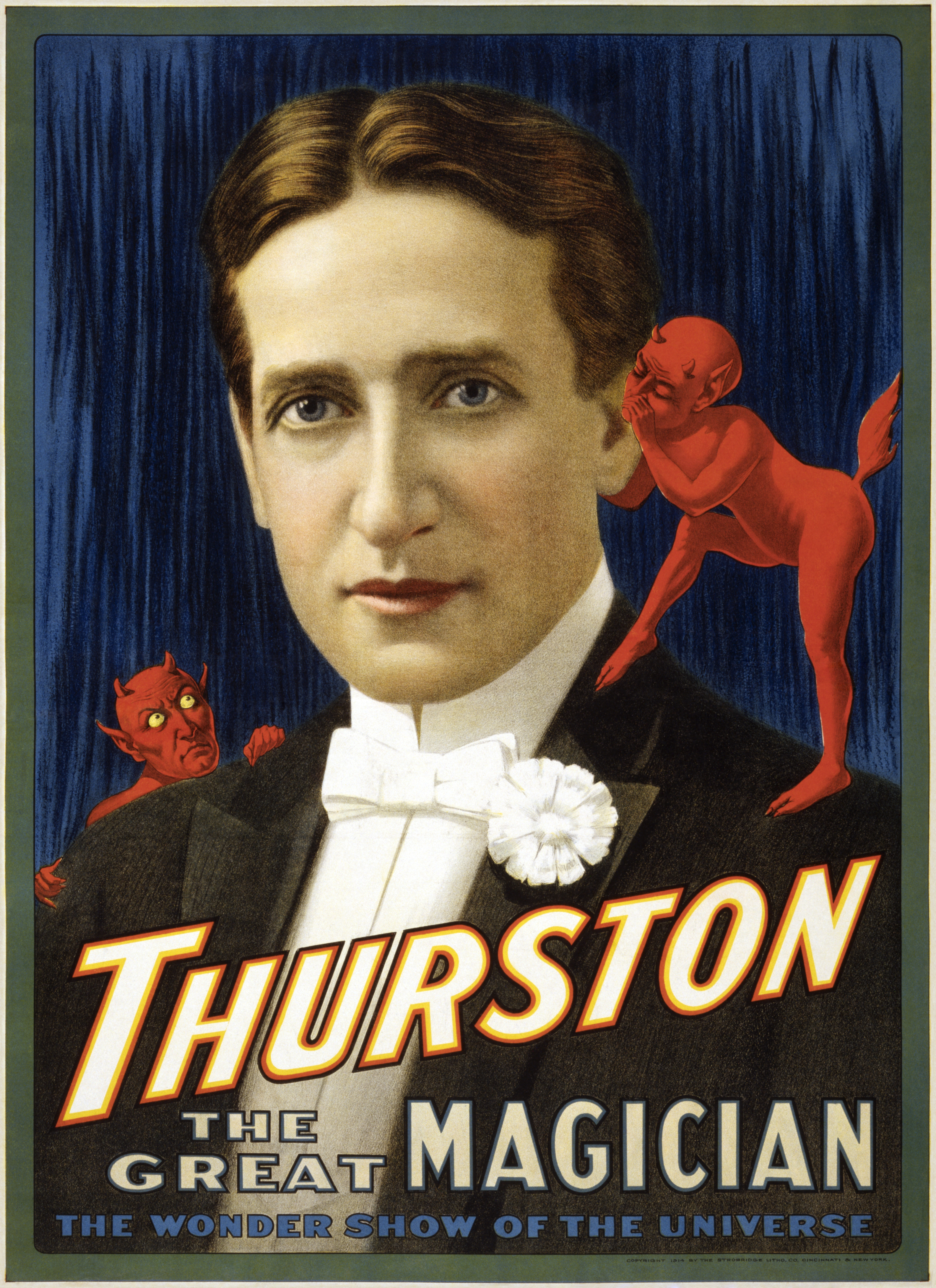
Howard Thurston auf einem Werbeplakat (1914)

Howard Thurston (20. Juli 1869 – 13. April 1936) war ein amerikanischer Zauberkünstler, der mit seiner „Thurston-Show“ durch Amerika zog und zu den bekanntesten Bühnenkünstlern seiner Zeit gehörte.

## Leben und Werk
Howard Thurston war für seine Kartentricks bekannt und trug den Beinamen „King of Cards“: Er ließ Karten von seinen Fingerspitzen verschwinden und sich von selbst erheben. Dafür bat er einige seiner Zuschauer, beliebige Karten aus einem Stapel auszuwählen, mischte den Rest und legte den Stapel unter ein Glas. Dann erhoben sich die Karten der Zuschauer vom Stapel, gut sichtbar durch die durchsichtige Glaswand.
Bekannt war er auch für seine „Thurston-Show“, die als die größte Zaubershow der Geschichte gilt. Mit seiner Bühnenzauberei war Thurston 30 Jahre lang erfolgreich. Als er 1936 im Alter von 66 Jahren an Lungenentzündung starb, berichteten mehrere amerikanische Zeitungen wie beispielsweise die Washington Post über seinen Tod.